# Janie Takeda Reed
Pour les articles homonymes, voir Takeda et Reed.
Janie Takeda Reed est une joueuse américaine de softball née le 15 avril 1993 à Placentia. Avec l'équipe des États-Unis, elle a remporté la médaille d'argent aux Jeux olympiques d'été de 2020 à Tokyo.
Elle est championne du monde de softball en 2016 et 2018, médaillée d'or aux Jeux panaméricains de 2019, médaillée d'argent aux Jeux panaméricains de 2015 et finaliste de la Coupe du monde de softball en 2017.